# Saint-Siméon (Eure)
Saint-Siméon é uma comuna francesa na região administrativa da Normandia, no departamento de Eure. Estende-se por uma área de 7,42 km². Em 2010 a comuna tinha 319 habitantes (densidade: 43 hab./km²).